# 국제 스키 연맹
국제 스키 연맹(프랑스어: Fédération internationale de ski, FIS)은 알파인 스키, 크로스컨트리 스키, 스키 점프, 프리스타일 스키 등의 경기를 관장하는 국제 스포츠 기구이다. 1924년, 프랑스 샤모니에서 설립되었다.

## 주관 대회
세계 선수권 대회
- 세계 알파인 스키 선수권 대회
- 세계 노르딕 스키 선수권 대회
- 세계 프리스타일 스키 선수권 대회
- 세계 스키 플라잉 선수권 대회
- 세계 스노보드 선수권 대회

월드컵
- 알파인 스키 월드컵
- 크로스컨트리 스키 월드컵
- 프리스타일 스키 월드컵
- 스키 점프 월드컵
- 스노우보드 월드컵

## 같이 보기
- FIS 알파인 스키 월드컵
- FIS 크로스컨트리 월드컵
- FIS 프리스타일 스키 월드컵
- FIS 스노보드 월드컵